# Convenciones de ejes

Ángulos de rumbo, elevación y alabeo (Z-Y’-X’’) de una aeronave. Los ejes de cabeceo y guiñada Y y Z no se muestran, y su sistema de referencia fijo xyz se ha desplazado hacia atrás desde su centro de gravedad (conservando los ángulos) para mayor claridad. Los ejes se nombran según la norma aérea DIN 9300

En balística y dinámica de vuelo, las convenciones de ejes son métodos estandarizados para establecer la ubicación y la orientación de un sistema de coordenadas para su uso como sistema de referencia. Los objetos móviles se rastrean normalmente desde un sistema de referencia externo que se considera fijo. Se pueden definir otros sistemas de referencia sobre esos objetos móviles para gestionar las posiciones relativas de otros objetos. Finalmente, las actitudes u orientaciones se pueden describir mediante la relación entre el sistema de referencia externo y el definido sobre el objeto móvil.
La orientación de un vehículo se denomina normalmente actitud. Se describe normalmente mediante la orientación de un sistema de referencia fijado al fuselaje del objeto móvil, con respecto a un sistema de referencia fijo. La actitud se describe mediante las coordenadas de actitud, y consta de al menos tres coordenadas.
Si bien desde un punto de vista geométrico los diferentes métodos para describir las orientaciones se definen utilizando solo algunos sistemas de referencia, en aplicaciones de ingeniería también es importante describir cómo estos sistemas se vinculan al laboratorio (referencia fija) y al fuselaje en movimiento (referencia móvil).
Debido a la especial importancia de las convenciones internacionales sobre vehículos aéreos, varias organizaciones han publicado normas que deben seguirse. Por ejemplo, la norma alemana DIN publicó la norma DIN 9300 para aeronaves (adoptada por ISO como ISO 1151–2:1985).

## Convenciones de ejes terrestres

Representación de la Tierra con paralelos y meridianos

### Marcos de referencia mundiales: ENU y NED
Básicamente, como marco de referencia de laboratorio (fijo), existen dos tipos de convenciones:
- Este, Norte, Arriba (ENU), utilizado en geografía (U por up, arriba en inglés)
- Norte, Este, Abajo (NED), utilizado especialmente en el sector aeroespacial (D por down, abajo en inglés)

Este sistema coincide con los marcos de referencia globales, como el sistema no inercial Earth Center-Terra Fixed (ECEF).

#### Marcos de referencia mundiales para la descripción deactitudes
Para establecer una convención estándar para describir actitudes, se requiere establecer al menos los ejes del sistema de referencia y los ejes del cuerpo rígido o vehículo. Cuando se utiliza un sistema de notación ambiguo (como los ángulos de Euler), también debe indicarse la convención empleada. Sin embargo, la mayoría de las notaciones utilizadas (matrices y cuaterniones) son inequívocas.

Earth Centered, Earth Fixed and East, North, Up coordinates.

Ángulos de Euler se utiliza a menudo para describir la actitud de un vehículo con respecto a un sistema de referencia elegido, aunque se puede utilizar cualquier otra notación. El eje "x" positivo en los vehículos siempre apunta en la dirección del movimiento. Para los ejes "y" y "z" positivos, debemos considerar dos convenciones diferentes:
- En el caso de vehículos terrestres como automóviles, tanques, etc., que utilizan el sistema ENU (Este-Norte-Arriba) como referencia externa (sistema de referencia mundial), el eje "y" positivo o de cabeceo del vehículo (carrocería) siempre apunta a su izquierda, y el eje "z" positivo o de guiñada siempre apunta hacia arriba. El origen del sistema de referencia mundial se fija en el centro de gravedad del vehículo.[3]
- Por el contrario, en el caso de vehículos aéreos y marítimos como submarinos, barcos, aviones, etc., que utilizan el sistema NED (Noreste-Abajo) como referencia externa («Marco de referencia mundial»), el eje «y» positivo o de cabeceo del vehículo (carrocería) siempre apunta a su derecha, y su eje «z» positivo o de guiñada siempre apunta hacia abajo. El origen del marco de referencia mundial se fija en el centro de gravedad del vehículo. * Finalmente, en el caso de vehículos espaciales como el Transbordador STS, etc., se utiliza una modificación de esta última convención, donde el eje "y" positivo o de cabeceo del vehículo (carrocería) siempre apunta a su derecha, y su eje "z" positivo o de guiñada siempre apunta hacia abajo. Sin embargo, "abajo" puede tener dos significados diferentes: si se utiliza un "marco local" como referencia externa, su eje "z" positivo apunta hacia abajo, al centro de la Tierra, como en el caso del sistema NED mencionado anteriormente.[4] Sin embargo, si se utiliza el "marco inercial" como referencia, su eje "z" positivo apuntará al polo celeste y su eje "x" positivo al meridiano vernal Equinoccio[5] o a algún otro meridiano de referencia.

### Marcos montados en vehículos
Especialmente para aeronaves, estos marcos no necesitan coincidir con los marcos terrestres en la línea ascendente-descendente. Debe acordarse el significado de ENU y NED en este contexto.

#### Convenciones para vehículos terrestres

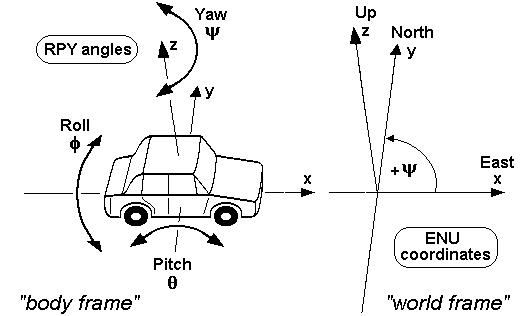
RPY angles of cars and other land vehicles

En el caso de los vehículos terrestres, es poco frecuente describir su orientación completa, excepto cuando se habla de control de estabilidad o sistema global de navegación por satélite. En este caso, la convención suele ser la del dibujo adyacente, donde RPY significa ángulos de Euler.

#### Convenciones para vehículos marítimos

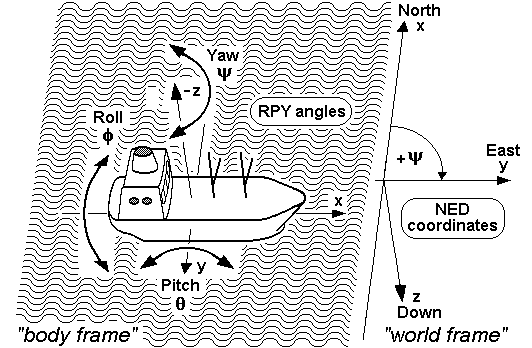
RPY angles of ships and other sea vehicles

Al igual que para aeronaves, se utiliza la misma terminología para el motion of ships and boats. Algunos términos de uso común se introdujeron en la navegación marítima. Por ejemplo, el ángulo o rumbo de guiñada tiene origen en nautical, con el significado de "desviarse del rumbo". Etimológicamente, está relacionado con el verbo "ir". está relacionado con el concepto de bearing. Se le suele asignar la notación abreviada ψ.

#### Convenciones para los sistemas de referencia locales de aeronaves

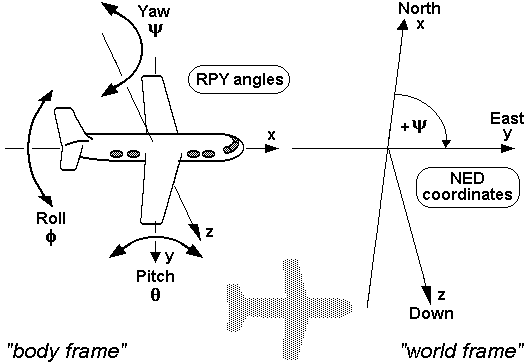
RPY angles of airplanes and other air vehicles

Mnemonics to remember angle names

Las coordenadas para describir la actitud de una aeronave (rumbo, elevación e inclinación) se dan normalmente en relación con un sistema de control de referencia ubicado en una torre de control y, por lo tanto, ENU, en relación con la posición de la torre de control sobre la superficie terrestre.
Las coordenadas para describir las observaciones realizadas desde una aeronave se dan normalmente en relación con sus ejes intrínsecos, pero se suele usar como positiva la coordenada que apunta hacia abajo, donde se ubican los puntos de interés. Por lo tanto, suelen ser NED.
Estos ejes se toman normalmente de modo que el eje X sea el eje longitudinal que apunta hacia adelante, el eje Z sea el eje vertical que apunta hacia abajo y el eje Y sea el lateral, apuntando de tal manera que el marco de referencia sea right-handed.
El movimiento de una aeronave se describe a menudo en términos de rotación sobre estos ejes; por lo tanto, la rotación sobre el eje X se denomina balanceo, la rotación sobre el eje Y se denomina cabeceo y la rotación sobre el eje Z se denomina guiñada.

## Marcos de referencia para la navegación espacial

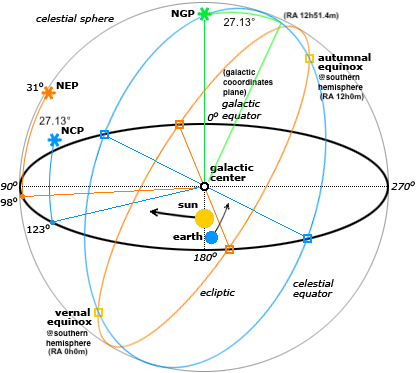
Diferentes sistemas de referencia para coordenadas en el espacio

Para los satélites que orbitan la Tierra, se suelen utilizar las coordenadas ecuatoriales. La proyección del ecuador terrestre sobre la esfera celeste se denomina ecuador celeste. De forma similar, las proyecciones de los polos geográficos norte y sur de la Tierra se convierten en los polos celestes norte y sur, respectivamente.
Los satélites del espacio profundo utilizan otras coordenadas celestes, como el sistema de coordenadas eclípticas.

### Convenciones locales para naves espaciales como satélites
Si el objetivo es mantener el transbordador durante sus órbitas en una actitud constante con respecto al cielo, por ejemplo, para realizar ciertas observaciones astronómicas, la referencia preferida es el sistema de referencia inercial, y el vector angular RPY (0|0|0) describe una actitud en la que las alas del transbordador se mantienen permanentemente paralelas al ecuador terrestre, su morro apunta permanentemente al equinoccio vernal y su vientre hacia el estrella polar norte (véase la imagen). Cabe destacar que los cohetes y misiles suelen seguir las convenciones para las aeronaves, donde el vector angular RPY (0|0|0) apunta al norte, en lugar de al equinoccio vernal.
Por otro lado, si el objetivo es mantener el transbordador durante sus órbitas en una actitud constante con respecto a la superficie terrestre, la referencia preferida será el marco local, donde el vector de ángulo RPY (0|0|0) describe una actitud donde las alas del transbordador son paralelas a la superficie terrestre, su morro apunta a su rumbo y su panza hacia el centro de la Tierra (véase la imagen).

## Marcos utilizados para describir actitudes
Normalmente, los marcos utilizados para describir las observaciones locales de un vehículo son los mismos que se utilizan para describir su actitud con respecto a las estaciones de seguimiento terrestres. Es decir, si se utiliza un marco ENU en una estación de seguimiento, también se utilizan marcos ENU a bordo, y estos marcos también se utilizan para referir las observaciones locales.
Un caso importante en el que esto no se aplica es el de las aeronaves. Las observaciones de aeronaves se realizan hacia abajo y, por lo tanto, normalmente se aplica la convención de ejes NED. Sin embargo, cuando se proporcionan actitudes con respecto a las estaciones terrestres, se utiliza una relación entre el marco local terrestre y el marco ENU a bordo.